# Farbmühle „De Kat“

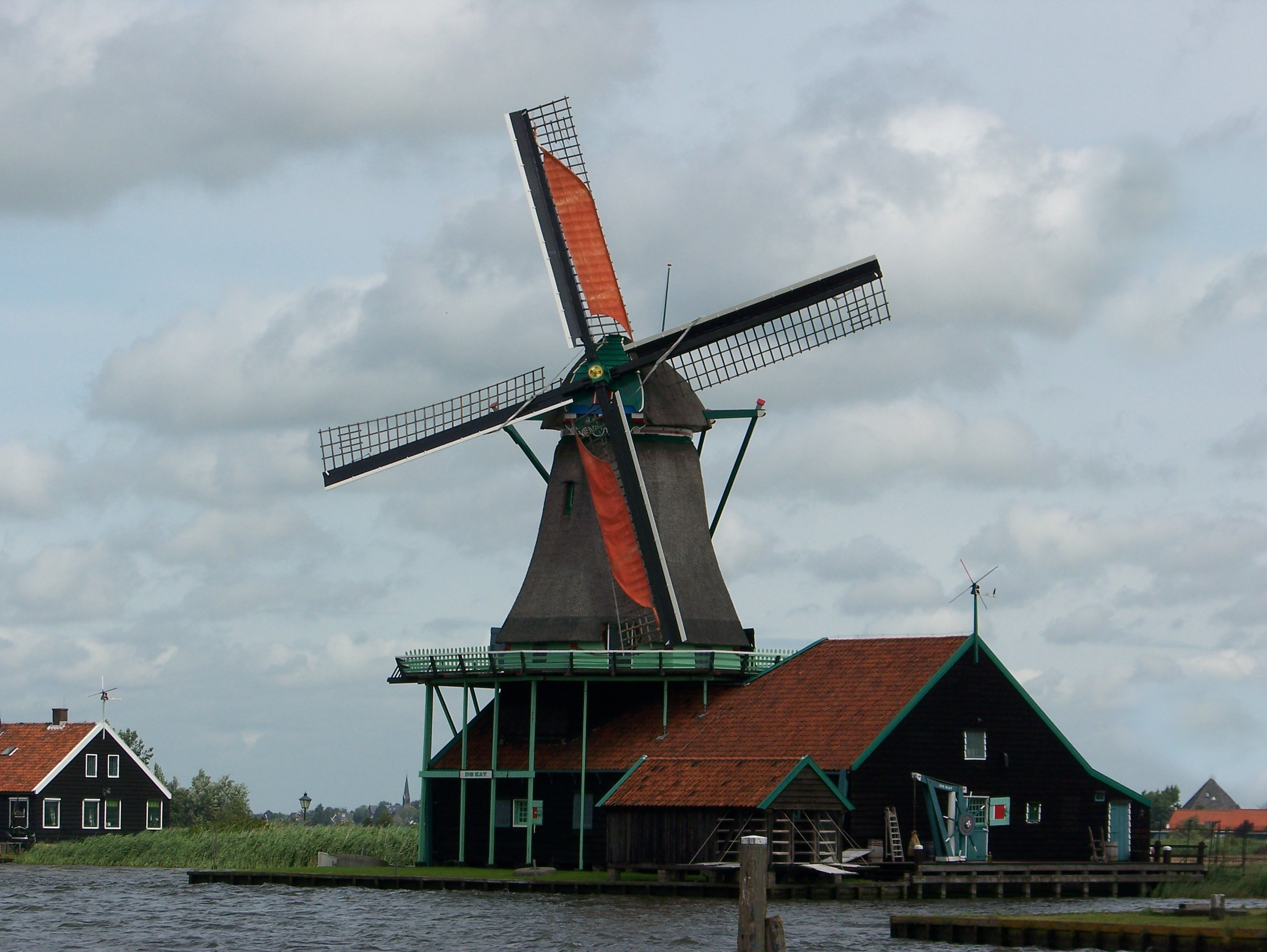
Farbmühle De Kat

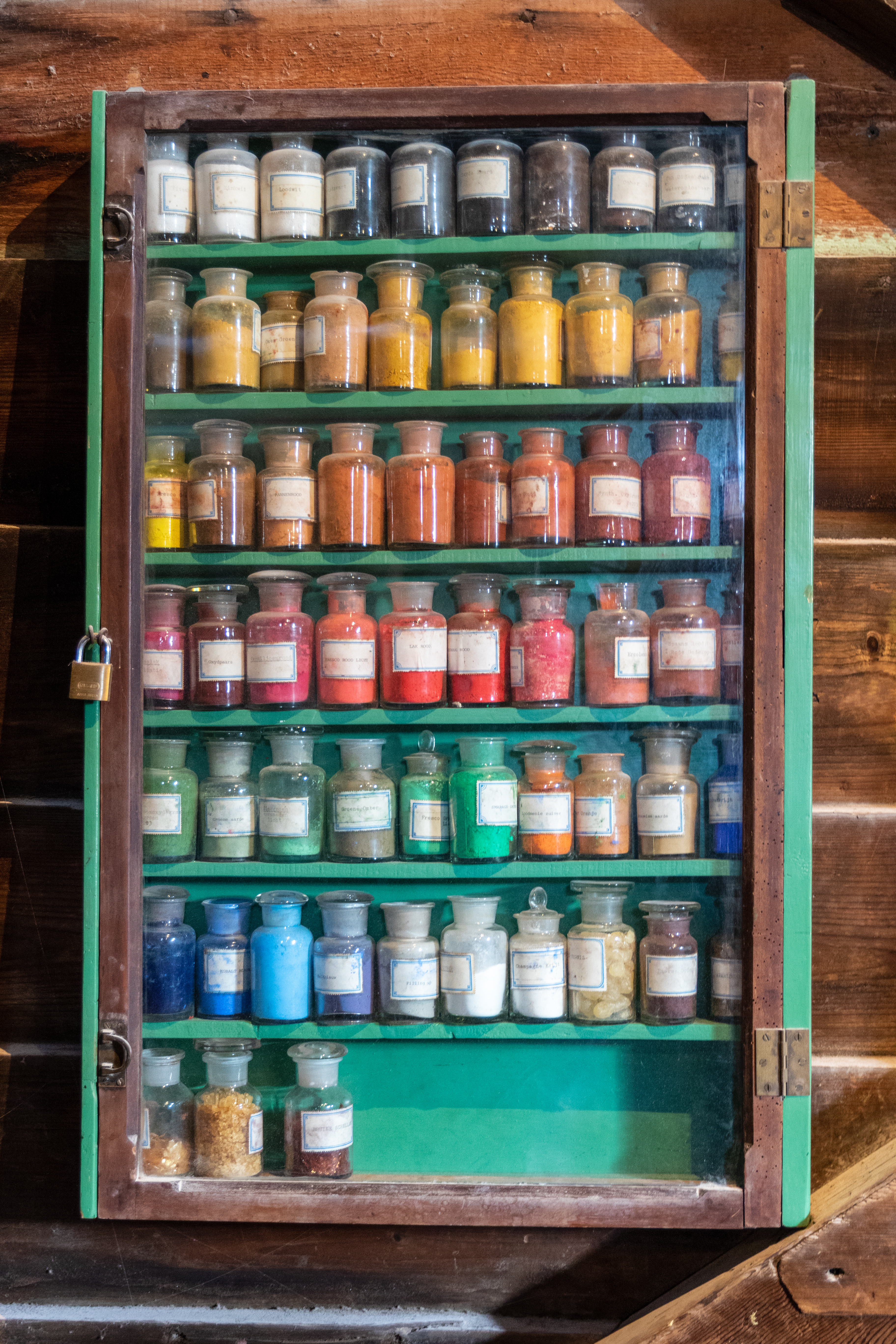
Einige in der Farbmühle produzierte Pigmente

De Kat ist eine Windmühle in Zaanse Schans, einem Dorf und Freilichtmuseum in Zaandam in Nordholland. Sie ist die einzige noch produzierende Farbmühle;  ursprünglich standen 50 Farbmühlen im näheren Umfeld. Sie ist 21,80 Meter hoch und steht seit 1960 als Rijksmonument Nr. 40092 unter Denkmalschutz.
Die ursprüngliche Mühle dieses Namens entstand 1646 und wurde circa ab 1689 zur Ölmühle umgebaut; diese brannte am 27. November 1782 ab und wurde danach wieder aufgebaut. Die neue Mühle war bis 1904 in Betrieb und wurde dann teilabgerissen. 1960 wurde auf den Unterbau, der zusammen mit der Scheune erhalten geblieben war, der achteckige Oberbau und das Innere der Farbmühle De Duinjager aufgesetzt, wodurch De Kat zur „Farbmühle De Kat“ wurde.
Die Mühle De Duinjager, ursprünglich eine Schnupftabakmühle von 1696 stand ursprünglich im Oostzijderveld. Sie war am 19. Juni 1781 abgebrannt und danach wieder aufgebaut worden.
De Kat ist im Sommer täglich in Betrieb und durch ihre Lage als dritte Mühle am Kalverringdijk eine der meistbesuchten Mühlen der Niederlande. Von mehreren Müllern werden mit zwei Mahlwerken im traditionellen Verfahren Kreide und Farbpigmente zu feinem Pulver gemahlen und Farbprodukte hergestellt.
Die Mühle ist Eigentum der Vereniging De Zaansche Molen (Verein Zaanscher Mühlen).